# Solarer Deckungsgrad
Als solaren Deckungsgrad (auch solare Deckungsrate oder Solardeckungsgrad) wird typischerweise der Anteil an der in einem Gebäude oder auch Liegenschaft genutzten Energiemenge bezeichnet, der durch ein technisches Umwandeln von solarer Einstrahlung bereitgestellt wird. Die Umwandlung in nutzbare Energie kann dabei durch eine solarthermische Anlage in thermische Energie (Wärme) oder auch eine photovoltaische Anlage in elektrische Energie (Strom) erfolgen. Die thermische Energie kann dann z. B. zur Beheizung eines Gebäudes genutzt werden. Passive solare Erträge, die ebenfalls einen Teil der in einem Gebäude nutzbaren Energie darstellen, werden in dieser Betrachtung nicht berücksichtigt. Der solare Deckungsanteil ist ein Bestandteil für eine typischerweise jährliche Bilanzierung der in einem Gebäude umgesetzten Energiemengen. Grundsätzlich gilt dabei: höhere Werte stehen für einen höheren Anteil an solar basierter Energie an der Versorgung eines Gebäudes mit Wärme und Strom und damit einem reduzierten Einsatz von weiteren Energiequellen, die typischerweise fossile Energieträger einsetzen.

## Allgemeines
Der solare Deckungsgrad wird für die bedarfsgerechte Planung von solaren Anlagen benutzt und ist ein Maß für die energetische (Un-)Abhängigkeit von anderen Energiequellen als der Sonne.
Unterscheidung solaren Deckungsgrad für Gebäude zur
- Warmwasserbereitung,
- Beheizung für die Raumwärme,
- Gesamtheizbedarf,
- Stromerzeugung,
- Gesamtenergiebedarf.

Dieser Wert hängt einerseits von der Größe der Speicher (Warmwasserspeicher bzw. Akkumulatoren), der Größe der Ernteflächen (Sonnenkollektorenfläche bzw. Fläche der Photovoltaikmodule) und andererseits vom Energiebedarf ab. Neben dem Gesamtertrag ist eine weitere wichtige Größe zur Beurteilung einer solaren Anlage. Dabei werden Energieverluste der Anlage wie etwa Speicherverluste berücksichtigt.

## Wirtschaftlichkeit
Der solare Deckungsgrad gilt nicht als alleiniges Maß für die Wirtschaftlichkeit oder Qualität einer Anlage, weil gleichzeitig andere Randbedingung mit betrachtet werden müssen. So hängt der Wert unter anderen Faktoren vor allem von Anlagengröße, Standort und Ausrichtung der Kollektoren, Größe des Speichers sowie dem Energiebedarf ab. Ein solarer Deckungsgrad von 100 % würde bedeuten, dass der gesamte Energiebedarf des Systems solar gedeckt werden kann. Bei einer solarthermischen Anlage in Europa hieße das, dass an einem kalten Wintertag immer noch der gesamte Wärmebedarf gedeckt werden kann. An Sommertagen würde dieselbe Anlage aber einen sehr großen Überschuss produzieren, der nicht genutzt werden könnte, weil eine häufige Stagnation der Anlage eintritt. Die Anlage müsste dafür im Sommer stark überdimensioniert sein und könnte nicht unbedingt wirtschaftlich betrieben werden. Ein hoher Deckungsgrad ist also nicht in jedem Fall von Vorteil. Sollen dennoch sehr hohe Deckungsgrade erreicht werden, dann bieten sich Lösungen in einem Nahwärmeverbund und Saisonalspeicher an.
Im Hinblick auf die Planung einer solarthermischen Anlage gilt es, einen ausgewogenen Kompromiss von Ertrag, also solar bereitgestellter Wärmemenge und solarem Deckungsgrad zu finden. Ein guter Kompromiss zwischen Ertrag und solarer Deckung ist in der Regel auch ein guter Kompromiss zwischen Investitionskosten für die Solaranlage und eingesparter konventioneller Energie.

## Speicher
Da die Sonne nicht immer scheint werden Speicher als Wärmespeicher oder Stromspeicher verwendet, wodurch sich diese Werte steigern lassen. Durch die Auslegung von Speichergrößen, thermisch wie auch elektrisch, lässt sich der solare Deckungsgrad eines Systems maßgeblich beeinflussen. Speicher ermöglichen es Lastspitzen zu versorgen wie auch solare Einstrahlungsspitzen zu speichern um die energetische Versorgung näher an ein Grundlastniveau zu bringen. Damit sinkt die Versorgungssystem seitige Abhängigkeit. Photovoltaische Systeme in Deutschland sind maßgeblich durch die Bedingungen des Erneuerbare-Energien-Gesetz bestimmt. Durch ein Marktanreizprogramm des Bundesministerium für Wirtschaft und Energie soll die Markt- und Technologieentwicklung von Batteriespeichersysteme angeregt werden. Dabei wird die Investition in Batteriespeicheranlagen durch Tilgungszuschüsse seitens der KfW gefördert.

## Typische Werte
Warmwasserseitig ist es in Deutschland üblich, Einfamilienhausanlagen auf 50 bis 60 Prozent solare Deckung auszulegen, im Geschosswohnungsbau auf 30 bis 40 Prozent. Diese Werte kommen daher, dass man versucht, ein ausgewogenes Verhältnis zwischen Investitionskosten und nutzbarem Ertrag (Warmwasser) zu erhalten. Für die solarthermische Heizungsunterstützung ist es nicht immer möglich Standardwerte anzugeben, da der Deckungsgrad an dieser Stelle wesentlich gebäudeseitig bestimmt wird. Dieser liegt bei Standardinstallation von Einfamilienhäuser etwa bei 15 bis 25 Prozent des gesamten Heizbedarfs, kann aber bei sogenannten Sonnenhäusern noch weit höher sein. Bei einem Plusenergiehaus kann der Wert über 100 Prozent liegen, je nach den dabei verwendeten Energiequellen.